# 하의
하의(下衣)는 하반신에 입는 옷의 통칭이다.

## 종류
- 바지
- 치마
- 팬티
- 하카마